# エドワード・ラウス

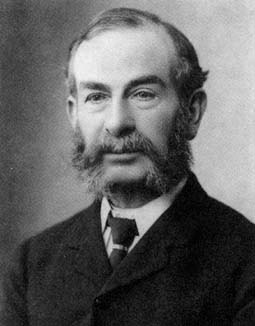
エドワード・ラウス

エドワード・ラウス（Edward Routh、1831年1月20日 - 1907年6月7日）は、イギリスの数学者。英領カナダのケベック・シティー出身。
ケンブリッジ大学において数学の最盛期であった19世紀中期のトライポス（優等卒業試験）対策講師として有名で、1位となった生徒は計27名と、ケンブリッジの歴史でも突出した結果を残した。
また、力学での数学理論による体系化に関する功績や、近代的な制御理論の発展に重要な理論を数多く残した。制御理論におけるラウス・フルビッツの安定判別法などが有名である。

## 人間関係
ラウスは「親しい人や友人には友好的だが、知らない人には内気で余所余所しい」性格が伝えられている。
両親
ラウスは、イギリス植民地のローワーカナダで、イギリス人の父サー・ランドルフ・アイシャム・ラウス（1782年 - 1858年）と、その2番目の妻でフランス系カナダ人のマリー・ルイーズ・タシュロー（1810年 - 1891年）との間に生まれた。父方は、11世紀のノルマン・コンクエストの時代まで遡れる家系である。ランドルフはワーテルローの戦いで兵站将校を務めていた。母は裁判官ジャン＝トマ・タシュローの娘で、枢機卿エルゼアル＝アレクサンドル・タシュローと裁判官ジャン＝トマの兄妹である。
学生時代
11歳でイギリスに渡り、University College Schoolに在籍し、その後に奨学金を獲得し、1847年にロンドン大学に入学した。そこで彼の将来を力学に導くことになるオーガスタス・ド・モルガンに師事した。ロンドンで、ラウスは1849年にBA、1853年にMAを獲得した。
ケンブリッジ大学ピーターハウス校に入学し、アイザック・トッドハンターによる授業と、"senior wrangler maker" （学内1位製造者）ウィリアム・ホプキンスの指導を受けた。
ケンブリッジでは、後に物理学に名を残すジェームズ・クラーク・マクスウェルと同級生であり、卒業試験でマクスウェルは自身が1位になると確信し、発表を確認に行かせた召使に2位が誰かを聞き「あなた様でございます」と答えられた逸話が残っている。その年の順位はラウスが1位で、2位はマクスウェルであった。
1854年、シニアラングラーとして卒業し、スミス賞をマクスウェルと同時受賞した。1855年、ピーターハウスフェローに選出された。
生徒
ラウスが指導した生徒には、ノーベル物理学賞を受賞したジョン・ウィリアム・ストラットや、ジョゼフ・ジョン・トムソンの他、天文学者のジョージ・ハワード・ダーウィン、哲学者のアルフレッド・ノース・ホワイトヘッド、物理学者のジョゼフ・ラーモアなどがいる。
結婚
王室天文官のジョージ・ビドル・エアリーがグリニッジ天文台での仕事のオファーを出していた。この勧誘は成功しなかったものの、グリニッジでエアリーの長女ヒルダと出会い、1864年に結婚し、5人の息子と1人の娘をもうけた。

## 受賞歴
- スミス賞（1854年）
- 王立協会フェロー（1872年）
- アダムズ賞（1877年）